# Nicarao
Els nicarao foren un poble indígena de Nicaragua, tot i que els seus orígens es troben a Mèxic (en una àrea propera als tolteques, com proven les similituds en la mitologia i rituals). Probablement es van separar dels pipils en la seva migració. Era un poble agrícola que va construir diverses ciutats i va sotmetre els primitius habitants del Llac de Nicaragua.
Van ser exterminats pels espanyols per una barreja de transmissió de malalties i reducció a l'esclavatge fins a la seva desaparició al segle XIX. Entre els seus costums destaquen la deformació cranial dels menors i els sacrificis humans.